# بنی جلیل
بنی جلیل (به عربی: بنی جلیل) یک شهرداری در الجزایر است که در استان بجایه واقع شده‌است. بنی جلیل ۸٬۹۸۳ نفر جمعیت دارد.